# San Román de Cameros
San Román de Cameros tỉnh và cộng đồng tự trị La Rioja, phía bắc Tây Ban Nha. Đô thị này có diện tích là 47,50 ki-lô-mét vuông, dân số năm 2009 là 168 người với mật độ 3,54 người/km². Đô thị này có cự ly 38 km so với Logroño.